# Абрамян, Генри Арташесович
Генри Арташесович Абрамян (21 сентября 1937 года; Баку, Азербайджанская ССР, СССР — 24 февраля 1997) — советский и российский оператор игрового и неигрового кино армянского происхождения.

## Биография
Родился 21 сентября 1937 года в Баку.
С 1955 по 1956 год работал механиком съёмочной аппаратуры на киностудии «Мосфильм». В 1961 году окончил операторский факультет ВГИКа в Москве (мастерская А. В. Гальперина). Дипломная работа — снятый совместно с Н. Немоляевым цветной хроникально-документальный фильм «Голос целины» (рецензент А. Колошин). Диплом был защищён Абрамяном на «отлично». С 1962 года работал оператором хроники на «Таджикфильме». С 1963 года — оператор киностудии «Мосфильм». В 1969 году работал вторым оператором на съёмках советско-британско-итальянского цветного широкоформатного фильма «Красная палатка».
Был оператором и оператором-постановщиком фильмов в таких разных жанрах, как детектив, драма, комедия, мюзикл, драма, документальный, военный и музыкальный.
На IX Всесоюзном конкурсе на лучшее использование отечественных цветных негативных киноплёнок жюри под руководством Г. И. Рерберга присудило диплом II степени Г. Абрамяну, оператору-постановщику фильма «Рецепт её молодости». В конкурсе участвовало 26 кинофильмов 15 киностудий страны. Работа Абрамяна была отмечена и на «Мосфильме» — за «Рецепт её молодости» он был признан Гильдией операторов киностудии лучшим оператором года.
«У Эрика [Г. А. Абрамяна] был замечательный характер — ровный, спокойный. Он никогда и никому не предъявлял претензий. На съёмочной площадке зачастую в атмосфере „буйной“ палаты сумасшедшего дома, это его качество гасило любые взрывоопасные ситуации. Он не любил рассказывать, как надо снимать, а просто снимал. Обычная его фраза: „Не вижу причин, почему бы и не снять“.»
Скончался 24 февраля 1997 года на 60-м году жизни.

## Творчество

### Работы[8]
- 1965 — Похождения зубного врача — режиссёр Элем Климов (оператор, совместно с С. Рубашкиным)
- 1967 — Крепкий орешек — режиссёр Теодор Вульфович (оператор, совместно с А. Двигубским, в титрах: «Э. Абрамян»)
- 1969 — Красная палатка — режиссёр Михаил Калатозов (второй оператор, в титрах: «Э. Абрамян»)[9]
- 1970 — Бег — режиссёры Александр Алов и Владимир Наумов (оператор, в титрах: «Э. Абрамян»)
- 1970 — Один из нас — режиссёр Геннадий Полока (оператор-постановщик, совместно с С. Рубашкиным)
- 1970 — Случай с Полыниным — режиссёр Алексей Сахаров (оператор-постановщик, совместно с Н. Немоляевым)
- 1971 — Старики-разбойники — режиссёр Эльдар Рязанов (оператор-постановщик, совместно с Н. Немоляевым)
- 1973 — Товарищ генерал — режиссёр Теодор Вульфович (оператор-постановщик, совместно с С. Рубашкиным, в титрах: «главные операторы»)
- 1974 — Пётр Мартынович и годы большой жизни — режиссёр Никита Орлов (в титрах: «главный оператор»)
- 1976 — Вы мне писали... — режиссёр Аида Манасарова (оператор, в титрах: «главный оператор»)
- 1978 — Сюда не залетали чайки — режиссёр Булат Мансуров (оператор, в титрах: «главный оператор»)
- 1979 — Утренний обход — режиссёр Аида Манасарова (оператор, в титрах: «главный оператор»)
- 1981 — Фантазия на тему любви — режиссёр Аида Манасарова (оператор, в титрах: «оператор-постановщик»)
- 1981 — Киноальманах «Молодость», выпуск 1, новелла «Ангел мой» — режиссёр Борис Токарев
- 1981 — Киноальманах «Молодость», выпуск 2, новелла «Зелёная куколка» — режиссёр Автандил Квирикашвили
- 1981 — Вакансия — режиссёр Маргарита Микаэлян (оператор, в титрах: «оператор-постановщик»)
- 1982 — Кто стучится в дверь ко мне… — режиссёр Николай Скуйбин (в титрах: «оператор-постановщик»)
- 1983 — Рецепт её молодости — режиссёр Евгений Гинзбург (в титрах: «оператор-постановщик»)
- 1984 — Герой её романа — режиссёр Юрий Горковенко (в титрах: «оператор-постановщик»)
- 1985 — От зарплаты до зарплаты — режиссёр Аида Манасарова (в титрах: «оператор-постановщик»)
- 1989 — А был ли Каротин? — режиссёр Геннадий Полока (главный оператор)
- 1990 — Коррупция — режиссёр Алексей Поляков (в титрах: «оператор-постановщик»)
- 1992 — Катька и Шиз — режиссёр Тигран Кеосаян (оператор, в титрах: «оператор-постановщик»)
- 1992 — Зачем алиби честному человеку? — режиссёр Владимир Пономарёв (в титрах: «оператор-постановщик Генрих Абрамян»)
- 1993 — Эта женщина в окне… — режиссёр Леонид Эйдлин (в титрах: «оператор-постановщик»)